# Göteborgs Lustgårdar
Göteborgs Lustgårdar var en trädgårdsutställning som ägde rum på flera platser i Göteborg/Mölndal år 2008 – ett samarbete mellan Göteborgs botaniska trädgård, Liseberg, Trädgårdsföreningen, Gunnebo slott & Trädgårdar och Göteborg & Co. Sammantaget var det norra Europas största trädgårdsutställning och projektets utställningsperiod var mellan den 28 juni och den 28 september 2008. 
Göteborgs Lustgårdar var en uppföljning av utställningen Hedens Lustgård som arrangerades år 2000.
2016 kallades ett liknande samarbete för Gothenburg Green World.

## Deltagande anläggningar

### Botaniska trädgården
Göteborgs botaniska trädgård är den största av sitt slag i Norden med 20 000 olika växtarter.

### Gunnebo slott
Det nuvarande Gunnebo slott uppfördes av den förmögne köpmannen John Hall den äldre i slutet av 1700-talet. Till Göteborgs Lustgårdar 2008 iordningställdes köksträdgårdar och konstinstallationer av svenska och internationella konstnärer placerades i trädgårdarna (däribland vid det då ännu icke rekonstruerade orangeriet). Därtill belystes trädgårdarna kvällstid. 

### Liseberg
Under Göteborgs Lustgårdar 2008 iordningställdes ett dittills oexploaterat grönområde på drygt 20 000 m² som ligger mellan Korsvägen och Lisebergsteatern. Området gjordes om till parkområde, och landskapet designades av engelska och svenska trädgårdsarkitekter. Det nya området delades upp i olika mindre områden med namn som Vita forsen, Gläntan och Täta skogen.

### Trädgårdsföreningen
Göteborgs Trädgårdsförening bildades efter beslut av Karl XIV Johan den 28 september 1842 att "afträda den Segerlindska ängen (ca 18 tunnland) för ändamålet".
Trädgårdsföreningen har varit en lustgård sedan 1842. 
Inför Göteborgs Lustgårdar 2008 återskapades parken till sin forna glans spetsad med det bästa av dagens trädgårdskultur. 

## Galleri

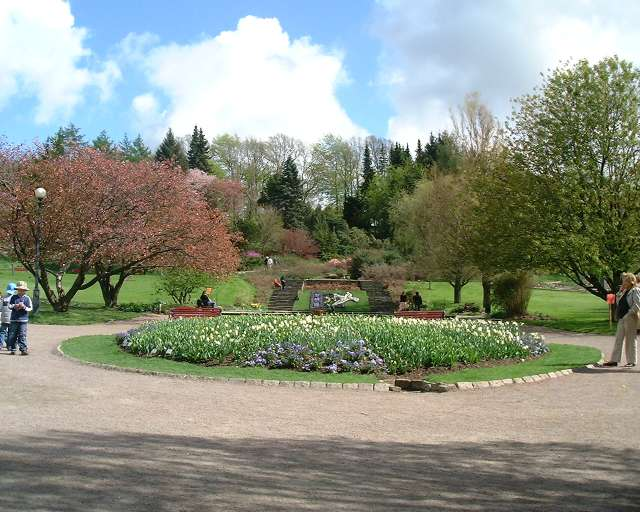
Göteborgs botaniska trädgård
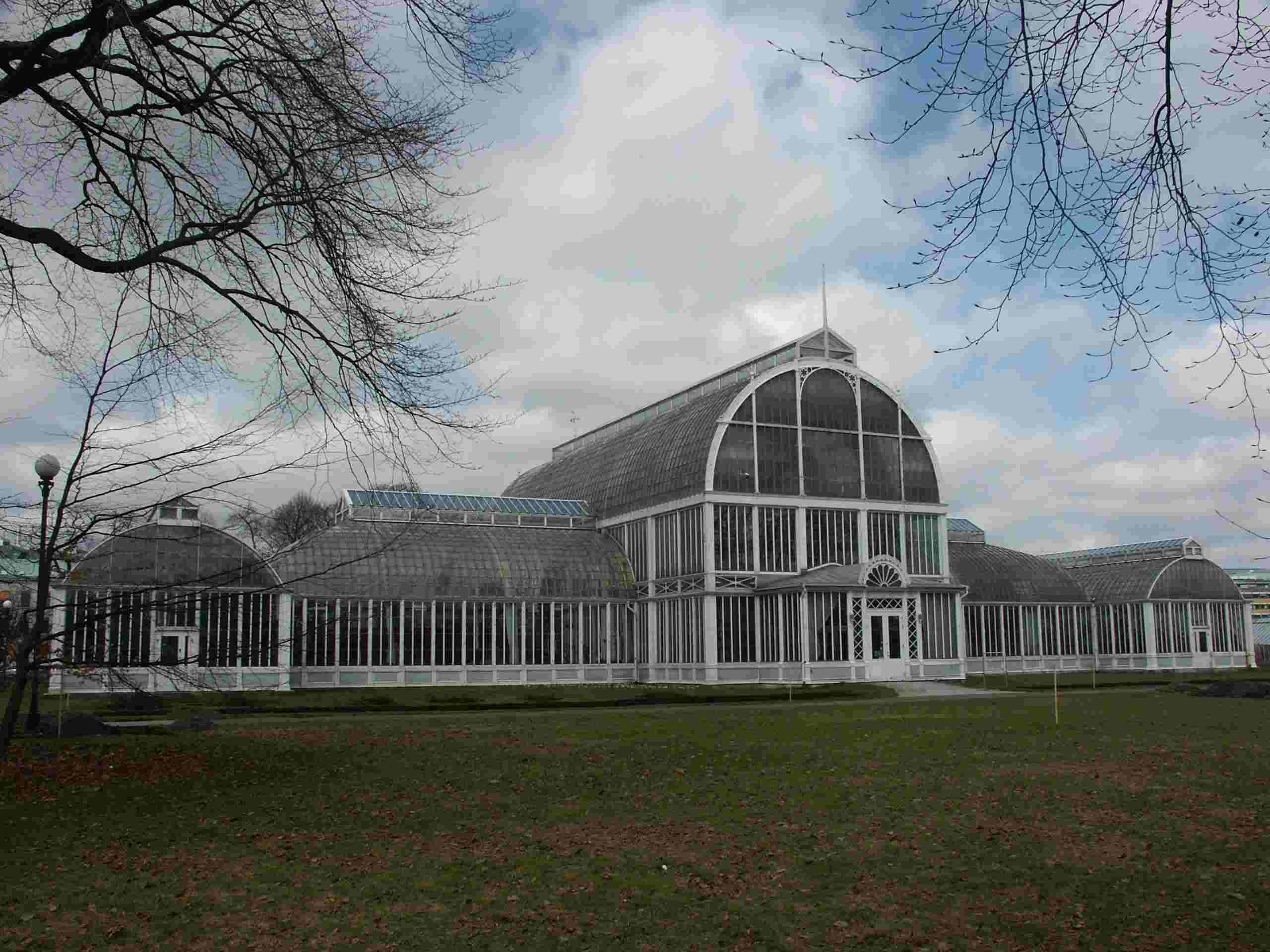
Palmhuset i Trädgårdsföreningen
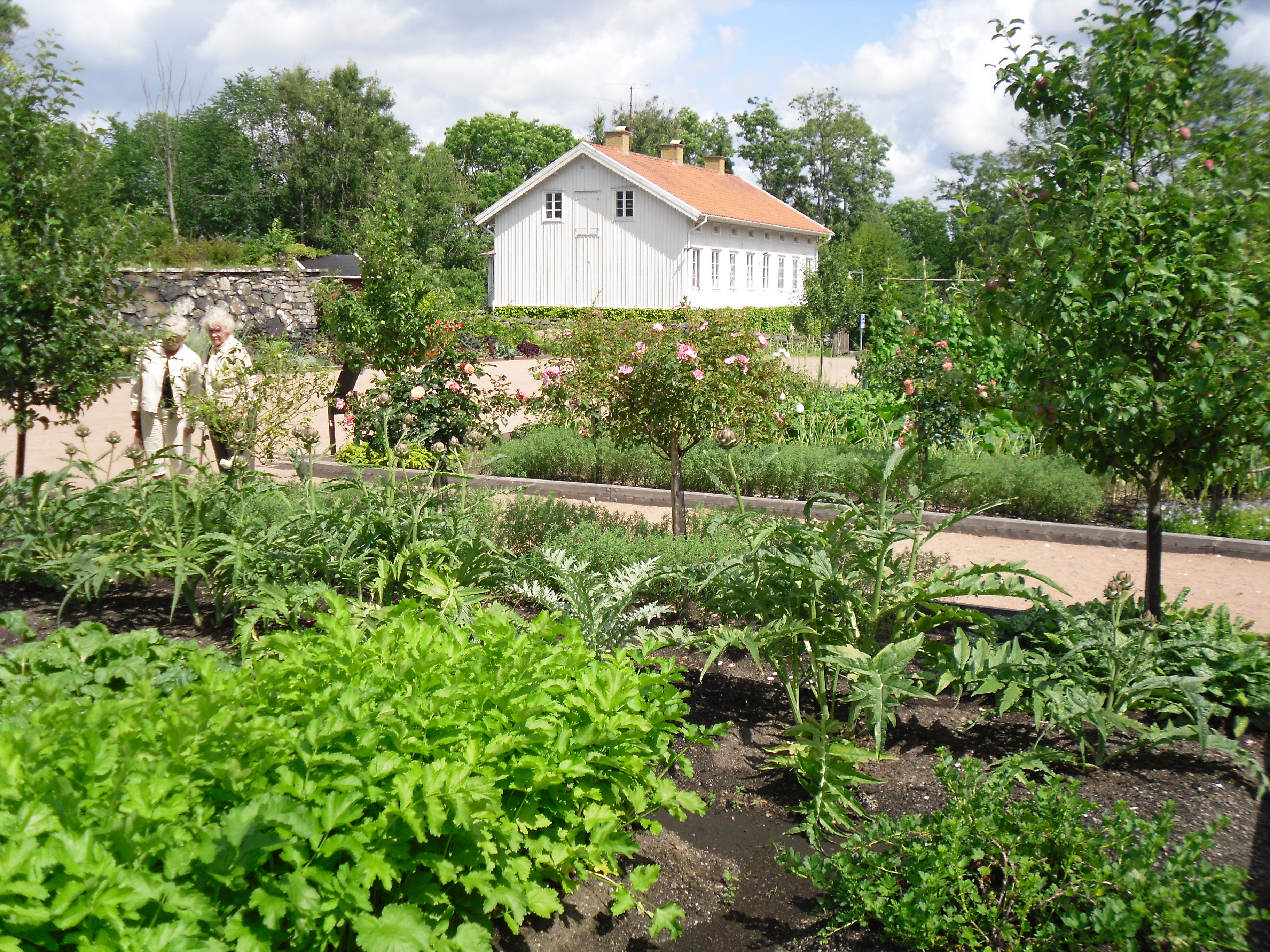
En del av köksträdgården vid Gunnebo slott, som färdigställdes 2008.
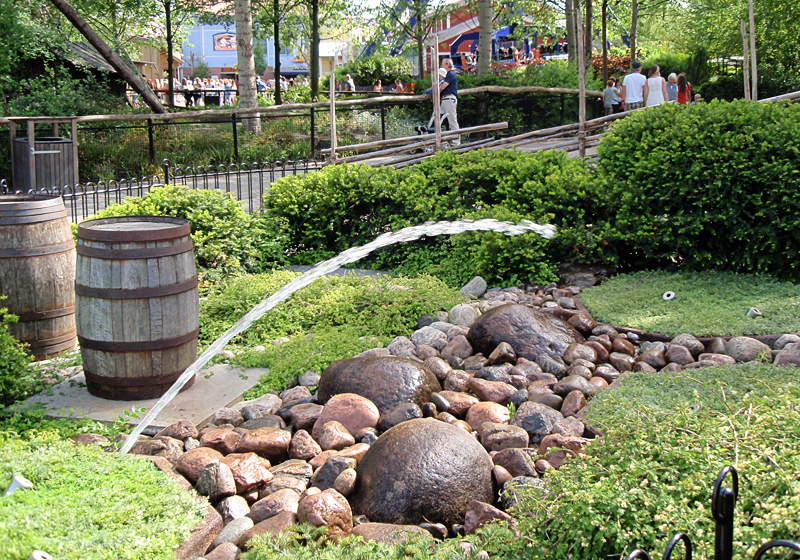
Hoppande fontän på Liseberg.